# Richard Shelby
Richard Shelby (Birmingham, 1934. május 6. –) az Amerikai Egyesült Államok szenátora (Alabama, 1987–2023). A Republikánus Párt tagja.

## Pályafutása
Az alabamai Birminghamben született. 1961-ben szerzett jogi diplomát. 1963 és 1971 között városi ügyészként dolgozott. 1970-ben lett az alabamai szenátus tagja. 1978-ban az Egyesült Államok Képviselőházának a tagjává választották és 1979 és 1987 között tevékenykedett képviselőként. 1987 óta az Egyesült Államok Szenátusának a tagja. 1986-ban demokrata színekben indult. 1994 óta republikánus szenátor. Mandátuma 2023. január 3-án jár le. 2021 februárjában bejelentette, hogy a következő választáson már nem indul.